# Katy Abbott
Katrina „Katy“ Abbott (* 1971) ist eine australische Komponistin und Musikpädagogin.

## Leben
Katy Abbott lebt in Melbourne. Sie studierte am Conservatory of Music der Universität Melbourne unter anderem von 1998 bis 1999 bei Stuart Greenbaum (* 1966), bei Brenton Broadstock und Linda Kouvaras. Hier erwarb sie einen Bachelor of Education (Sec), ein Graduate Diploma im Fach Komposition, wurde als Master of Music graduiert und 2007 zum Ph.D promoviert. Nachdem sie im Alter von 27 Jahren ernsthaft mit dem Komponieren begonnen hatte, war sie 2002 Composer-in-Residence beim Border Music Camp. 2011 gewann sie den Albert H. Maggs Award for Composition und 2013 die Boston Metro Opera Gold Medal for Art Song [Goldmedaille für Kunstlied] für den Liederzyklus The Domestic Sublime. Im Januar 2013 wurde sie Lecturer in Music (Composition) an der Universität Melbourne. Seit September 2018 ist sie dort Senior lecturer in Music (Composition). Sie erhielt die Australia Council of the Arts Fellowship (Music) 2019/2020. 2019 wurde das Werk Hidden Thoughts mit dem Paul Lowin Prize in der Kategorie Liederzyklus ausgezeichnet. Sie arbeitet an Hidden Thoughts 2 für Streichquartett, Voice [Stimme] und Erzähler. Das Auftragswerk für das australische Flinders Quartett soll 2020 uraufgeführt werden.

## Werke (Auswahl)

### Orchesterwerke
- Carmen vitae/Song of life, 2000, eingespielt vom Adelaide Symphony Orchestra
- Souls of Fire, Sinfonie, 2004, uraufgeführt mit dem Kiev Philharmonic Orchestra
- Fast ride in a suave machine, 2006
- The Peasant Prince für Sprecher und Orchester, Text: Li Cunxin, Literarische Vorlagen sind Li Cunxins Autobiographie Mao’s Last Dancer  und das Kinderbuch The Peasant Prince, 2009, Auftragswerk des Adelaide Symphony Orchestra.  Das ungefähr halbstündige Werk ist in acht Episoden gegliedert. I Introduction II Kite Themes - Hopes and Wishes III Frog in the well IV Home and School V Leaving Home, Arriving Beijing VI By the Light of a Single Candle VII USA VIII Dance of My Life. Das Tasmanian Symphony Orchestra veröffentlichte 2020 eine englische und eine chinesische Version auf CD.[3]
- Introduced Species, Sinfonie Nr. 2, 2014, Auftragswerk des Melbourne Symphony Orchestra

### Vokalwerke
- Milushka, Kammeroper. Besetzung: Sopran, Mezzosoprano, Tenor, Klarinette in B, Fagott, Violine, Violoncello und Schlagzeug. Die Uraufführung fand am 19. Mai 2000 in der Melba Hall der Universität Melbourne statt.
- No Ordinary Traveler, Liederzyklus, 2006
- It is just the heart für Sopran und Streichquartett. Das Werk besteht aus vier Sätzen. Jeder Satz wurde durch den Besuch eines Museums inspiriert. I Hinta Palinta (The Melbourne Museum (Children's museum)) II Dinosaur (The Cunningham Dax Collection) III It is just the heart (Science Works (The Planetarium)) IV Night thoughts (The Holocaust Museum) V Hinta Palinta - Reprise. Das Werk wurde vom Ormond String Quartet und der Sopranistin Charlotte Betts-Dean eingespielt und im April 2020 beim Label Tall Poppies veröffentlicht.[4]
- The Domestic Sublime, Liederzyklus
- Hidden Thoughts für 6 Voices [Stimmen] und 6 Instrumente, 2017, Auftragswerk für das australische Vokalensemble The Song Company und das australische Instrumentalensemble Syzygy Ensemble. Der Text stammt aus den Antworten von über 200 Frauen, die über ihre geheimen, versteckten Gedanken und Gefühle befragt wurden.[1][5]
  - I Introduction (Solo Percussion) II Teabag (Violoncello solo) III Runaway (Tutti) IV Eat whatever I want (Voice, Klarinette, Klavier, Violoncello) V Do i matter ? (Tutti) VI Stop talking (Voices, Flöte, Percussion) VII Ghostly (Violine, Violoncello, Klavier) VIII Sweet sixteen (Voices, Flöte, Klarinette, Violine, Violoncello) IX What would you like to be braver about? (Tutti) X Support her, protect her (Männerstimme, Flöte, Klarinette, Klavier, Violine) XI What have you learned to be brave about? (Voices, Klavier, Violine, Violoncello) XII Vocal interlude (Voices) XIII Cigarettes on the ground (Voices) XIV Crazy dreams… silver thread (Instrumentalsextett) XV Beauty and ashes (Tutti) XVI My lover is a woman (Tutti ohne Klarinette) XVII Do I matter? (Reprise) Tutti (alle singen)[5]
- Hidden Thoughts II: Return to Sender, 2020, für weibliche Stimme, Erzähler und Streichquartett. Die Uraufführung mit der Mezzosopranistin Dimity Shepherd, dem Flinders Quartet und dem Sprecher Richard Piper ist am 23. Juli 2020 in Melbourne geplant. Der Text entstammt Briefen einer von Julian Burnside initiierten Briefaktion bei der Australier aufgefordert waren, Briefe an in Nauru festgehaltene Asylsuchende zu schreiben. Über 2000 dieser Briefe wurden ungeöffnet an die Absender zurückgeschickt.[6][7]

### Chorwerke
- Eyes für Treble Choir und Gitarre, 1993, revidiert 2004, Text: Jerusha Tiner. Das Werk wurde 2014 mit dem australischen Gitarristen Zane Banks (* 1986) und dem MLC School Chamber Choir aus Burwood, New South Wales, auf der CD Katy Abbott -Famous eingespielt.
- The path to your door für dreistimmigen Chor (Sopran I, SopranII und Alt) und Klavier. Text:Michael Leunig. Komponiert für The Festival of Womens Voices. Uraufgeführt vom The Melbourne Women's Choir am 12. Juli 2000 an der Ivanhoe Girls' Grammar in Melbourne.. Das Werk wurde 2014 vom MLC School Chamber Choir auf der CD Katy Abbott -Famous eingespielt.

### Kammermusik
- Quid pro quo für Marimba solo, 2000 Auftragswerk für Amy Valent, Uraufführung am 22. Juli 2000 in der Gryphon Gallery der Universität Melbourne von Amy Valent.[8]
- A convict dreams of England für Violine und Klavier, 2000
- Break out! für Violoncello solo, 2000, uraufgeführt von Caerwen Martin am 1. Dezember 2001 in der Melba Hall der Universität Melbourne
- Vertical horizon für Streichquartett, geschrieben für das Flinders Quartet, uraufgeführt am 12. November 2000 in der Gryphon Gallery der Universität Melbourne
- Autumn song für Kontrabass und Klavier, 2001
- Not just another day für Klavier, 2001, 2011 eingespielt von Jeanell Carrigan auf der CD Skins beim Label Wirripang
- Noosa dawn für Violine und Klavier, 2001
- Echoes of another age für Tuba und Klavier, 2001, geschrieben für Per Forsberg
- Multisonics, 2010
- Midnight songs, für Flügelhorn, Posaune und Akustikgitarre, 2013
- Re-Echo für Vibraphon und Violoncello, 2015
- Earth Lullaby für Shakuhachi und Streichquartett, 2017
- Aspects of dreaming für Klarinette, Violine und Klavier, 2018
- Still für Bb-Klarinette und Klavier, Auftragswerk des Australia Ensemble für David Griffiths und Ian Munro, 2020